# Bailey (Carolina del Nord)
Bailey è una città degli Stati Uniti d'America situata nella Carolina del Nord, nella Contea di Nash.